# Ophrys nouletii
Ophrys nouletii är en orkidéart som beskrevs av E.G.Camus. Ophrys nouletii ingår i ofryssläktet, och familjen orkidéer. Inga underarter finns listade i Catalogue of Life.